# Sztriptíz
A sztriptíz egy erotikus vagy egzotikus tánc, melynek során az előadó fokozatosan levetkőzik, vagy részben vagy egészében, mindezt szuggesztív módon. Azt a személyt, aki ezt a tevékenységet folytatja, sztriptíztáncosnőnek nevezzük.
A sztriptízt általában sztriptízbárokban adják elő, de kocsmákban vagy színházakban is előadhatják. Egy sztriptíztáncosnőt elhívhatnak egy legénybúcsúba is, hogy szórakoztassa a közönséget. A "sztrippelés" a szexuális előjáték formája is lehet a partnerek között.
A sztriptíz folyamata során a táncosnő lassan vetkőzik. A folyamatot húzhatja azzal, hogy további ruhákat visel vagy eltakarja az intim testrészeit a ruháival vagy a kezeivel. A sztriptíz lényege a vetkőzés szexuális mozdulatok kíséretében, nem a puszta meztelenség. A múltban az előadás a vetkőzés végeztével befejeződött, de manapság a sztriptíztáncosnők folytatják a táncot azután, hogy levetkőztek. A jelmez, amit a sztriptíztáncosnő visel, az előadás része lehet. Némely esetekben a közönség bátorítja a táncosnőt, hogy vegye le a ruháit.
A sztriptíz és a nyilvános meztelenség témaköre a tabutémák közé tartozik, illetve szabályok vonatkoznak rá. Ezek a szabályok világszerte eltérnek.
A sztriptíz eredete vitatott, egyesek szerint Babilonból indult ez a művészeti ág, míg mások szerint a huszadik századi Amerikából származik. A striptease szót először 1932-ben jegyezték.
A sztriptíz, mint szórakozási forma a 18. századi Londonban terjedt el.